# Bradesco Esportes FM
Bradesco Esportes FM foi uma rede de rádios brasileira com sede no município de São Paulo, São Paulo, e emissora na cidade do Rio de Janeiro, Rio de Janeiro. A rede fez parte do Grupo Bandeirantes de Comunicação, e foi fundada em 17 de maio de 2012 em substituição à Rede Verão, projeto do Grupo Bel originado do fim das operações da Oi FM. Sua programação era especializada em esportes e jornalismo do gênero e possuía uma cota publicitária máster com o banco Bradesco.

## História
Após a extinção da Oi FM em rede de rádios, houve diversas cogitações possíveis: a manutenção da programação jovem-adulta qualificada já conhecida do projeto anterior e findo, ou uma mudança radical em sua grade e filosofia. Mas o destino de marca tinha um rumo certo: a rádio seria customizada, isto é, com uma marca estampando seu nome.
Depois de tantos mistérios, foi definido o futuro da Rede Verão, como foi conhecido o projeto provisório do Grupo Bel: um banco seria o patrocinador master, teria a parceria do já forte Grupo Bandeirantes de Comunicação e haveria mudanças profundas na grade e filosofia: a rádio passaria a se dedicar ao mundo dos esportes. Um projeto até então inédito no Brasil, mas de sucesso em países da Europa e nos Estados Unidos. A emissora estreou em todas as localidades aonde o Grupo Bel tinha concessão para transmitir o sinal de rádio como parte do pacote da empresa, exceto em Recife onde o Grupo Bandeirantes não tinha pretensão de lançar a emissora na cidade, o sinal foi ocupado com o lançamento da Globo FM.
Durante os momentos de expectativa, foram realizadas contratações de nomes de outras rádios e dos próprios esportes, além de aproveitamento de nomes da casa. Uma das principais contratações foi a de José Carlos Araújo, o "Garotinho", egresso da Rádio Globo, que esteve no time do Rio por quase 2 anos (se transferiu para a Transamérica vindo Edilson Silva em seu lugar), e de Álvaro José, jornalista especializado em esportes olímpicos, e que retorna ao Grupo Band. A voz-padrão, em chamadas e institucionais, é de Sérgio Patrick, que atualmente também faz chamadas de expectativa nas rádios que integrarão a rede. Em Porto Alegre, José Aldo Pinheiro, que durante mais de 15 anos esteve na Rádio Gaúcha, foi contratado para este novo projeto.
Em 26 de setembro de 2012, a emissora do Rio de Janeiro é inaugurada. A Esportes FM de Porto Alegre, RS foi descontinuada na cidade a partir de 31 de março de 2013. Segundo Leonardo Meneghetti do Grupo Bandeirantes, os programas locais seriam adicionados na Ipanema FM e na Rádio Bandeirantes de Porto Alegre. A Esportes FM de Belo Horizonte teve seu corte nos programas locais em janeiro de 2013 e sua equipe foi absorvida pela BandNews FM, e até junho do mesmo ano seguiu retransmitindo a cabeça da rede Bradesco Esportes FM. Ao final deste período, a emissora foi extinta e deu lugar a afiliada da Rede do Bem.
Em 31 de julho de 2013, as transmissões de futebol próprias da rádio em SP acabaram, o que culminou na demissão do narrador Hugo Botelho e do repórter Vanderlei Lima. Desde então, as transmissões de jogos de Futebol passaram a ser realizadas em conjunto com a rádio BandNews FM, também do Grupo Bandeirantes. No entanto, a rádio continuou transmitindo com equipe própria jogos de outros esportes, como basquete e rugby e passou a veicular também os sons do gênero rock dosadas com as informações esportivas. Em 9 de março de 2014, no jogo Corinthians x São Paulo pelo Campeonato Paulista, voltou a transmitir futebol com equipe própria que aos poucos vem sendo remontada que atuará nos principais jogos contando com profissionais como Renato Rainha (que também trabalha na Nativa FM) e os profissionais que já estavam na emissora, além da volta de Alexandre Preatzel a função de comentarista. Em 18 de março de 2014, Milton Neves também se junta a emissora com o programa Histórias do Futebol com narrações antigas de profissionais que passaram pela Rádio Bandeirantes como Fiori Gigliotti, Pedro Luiz, Flávio Araújo entre outros. Também no mesmo dia, estreou a segunda edição do Mundo dos Esportes com apresentação de Denilson e Cláudio Zaidan e o novo Nossa Área na faixa das 20h comandado por Robson Ramos (que também trabalha na Band FM), entre outras aquisições.
Em 2015, a Bradesco Esportes FM começou uma retomada, recontratando profissionais demitidos. Para os Jogos Olímpicos de Verão de 2016, a emissora recebeu do Bradesco mais de 500 mil reais. Em janeiro de 2017, é noticiado que a Bradesco Esportes FM estaria em vias de ser extinta, de acordo com o jornalista Flávio Ricco, pelas dificuldades em renovação de contrato com o Bradesco, sendo que o mesmo pode romper a parceria com o Grupo Bandeirantes e o Grupo Bel a qualquer momento. Por conta disso, o programa comandado pelo jornalista José Luiz Datena seria movido para a Rádio Bandeirantes. Posteriormente, é anunciado que a emissora será encerrada em 12 de março de 2017. Alguns profissionais da rádio deverão ser realocados em outras emissoras do Grupo Bandeirantes e as frequências de São Paulo e Rio de Janeiro deverão ser arrendadas. O Grupo Bandeirantes negou as informações dadas pela imprensa sobre o encerramento da rádio. No entanto, Datena irá reestrear na Rádio Bandeirantes no dia seguinte após o encerramento da rede.
Em 24 de fevereiro de 2017, a Bradesco Esportes FM do Rio de Janeiro encerrou sua produção local e passou a retransmitir a programação de rede. Em reunião realizada no dia 4 de março de 2017, é comunicado oficialmente aos funcionários o fim da emissora. Em sua coluna no site Comunique-se, Anderson Cheni informou que 50% da equipe irá ser transferida para a Rádio Bandeirantes e que Datena retornará ao comando do Manhã Bandeirantes. Na despedida do programa Nossa Área, ocorrida em 10 de março de 2017, Datena fez críticas para o encerramento antecipado da filial carioca, o que ele chamou de "ideias de jerico" e culpou a política econômica do Brasil e os políticos pelo fim da rede. Datena completou afirmando que o Grupo Bandeirantes e o Bradesco saem do projeto maiores que entraram: "Só não continuamos no ar porque o Brasil deu errado". O jornalista disse que não estava feliz para falar de futebol naquele dia e lamentou o fim da emissora, com ressalva para o fato de parte da equipe ser transferida para a Rádio Bandeirantes.
A última transmissão esportiva da equipe da Bradesco Esportes FM foi a partida entre Palmeiras e São Paulo, disputada na tarde de 11 de março de 2017. Em 12 de março de 2017, os locutores se despediram dos ouvintes e encerraram a programação ao vivo às 15h30, com José Luiz Datena proferindo seu bordão que usava em todo encerramento do Nossa Área: "Aqui é a Bradesco Esportes FM, aqui é a Bradescão. E ponto final!". Posteriormente, seguiram com transmissão conjunta com a Rádio Bandeirantes de São Paulo dos jogos da rodada do Campeonato Paulista de Futebol, transmitindo os demais programas seguintes até o Bandeirantes Acontece. A Bradesco Esportes FM chegou ao fim às 23h59. Posteriormente, a frequência carioca passou a retransmitir a Rede do Bem FM, atualmente apenas músicas e a frequência paulista foi devolvida à Rede Mundial de Comunicações, que deixou a estação sem áudio até inserir uma sequência musical popular, identificada como "94.1 FM: O melhor do sertanejo e do forró". A substituta oficial entrou no ar em junho, com a estreia da Rádio Globo no dial FM.

## Emissoras
| Emissora             | Cidade         | UF | Frequência  | Situação/afiliação atual | Período de afiliação |
| -------------------- | -------------- | -- | ----------- | ------------------------ | -------------------- |
| Bradesco Esportes FM | São Paulo      | SP | FM 94.1 MHz | Nossa Rádio São Paulo    | 2012-2017            |
| Bradesco Esportes FM | Rio de Janeiro | RJ | FM 91.1 MHz | Rádio Mania              | 2012-2017            |
| Esportes FM          | Porto Alegre   | RS | FM 90.3 MHz | Felicidade Gospel FM     | 2012-2013            |
| Esportes FM          | Belo Horizonte | MG | FM 94.1 MHz | Rádio Deus é Amor        | 2012-2013            |